# الکساندر خووستنکو-خوستوف
الکساندر خووستنکو-خوستوف (اوکراینی: Олександр Веніамінович Хвостенко-Хвостов؛ ۴ آوریل ۱۸۹۵ – ۱۶ فوریهٔ ۱۹۶۷) نقاش اهل امپراتوری روسیه بود.